# Cutouts
Cutouts — третий студийный альбом британской рок-группы The Smile, выпущенный 4 октября 2024 года на лейбле XL Recordings. Альбом записывался в Оксфорде и Abbey Road Studios (Лондон), с продюсером альбома Сэмом Петтс-Дэвисом, как и предыдущий альбом Wall of Eyes, вышедший в январе 2024 года.
The Smile продвигали Cutouts с помощью синглов «Don’t Get Me Started», «The Slip», «Foreign Spies», «Zero Sum» и «Bodies Laughing», музыкальных клипов цифрового художника Weirdcore и серии загадочных сообщений в социальных сетях. Он получил признание и достиг седьмого места в UK Albums Chart.

## Предыстория
Группа The Smile состоит из двух солистов Radiohead Тома Йорка и Джонни Гринвуда, а также барабанщика Тома Скиннера. Несколько будущих песен из третьего альбома прозвучали на живых выступлениях в 2021 и 2022 годах.
Cutouts был спродюсирован Сэмом-Петтс Дэвисом и был записан в Оксфорде и на студии Abbey Road Studios в Лондоне, как и предыдущий альбом Wall of Eyes, вышедший в январе 2024 года.
После выхода второго альбома группа отправилась в концертный тур по Европе. На концертах прозвучали несколько песен из Cutouts. Августовский тур группы был отменен после того, как Джонни Гринвуд был временно госпитализирован с серьёзной инфекцией.

## Релиз
2 августа 2024 года группа выпустила двойной виниловый сингл «Don’t Get Me Started» и «The Slip». Винил был выпущен без рекламы и был доступен только в магазинах.
«Don’t Get Me Started» был добавлен на цифровые площадки 8 августа.
Он сопровождался видео, снятым аудиовизуальным художником Weirdcore, с «глючной» компьютерной графикой. Позже в августе группа опубликовала список треков в серии зашифрованных сообщений в своих социальных сетях.
28 августа группа анонсировала Cutouts, релиз которого запланирован на 4 октября в цифровом формате, на CD, кассетах и виниле. В тот же день The Smile выпустила «Foreign Spies» и «Zero Sum» на стриминговых сервисах, а также опубликовала видеоклипы, сделанные на эти песни художником Weirdcore.
2 октября 2024 года, группа выпустила третий сингл под названием «Bodies Laughing». 

## Список композиций
Слова и музыка всех песен — Том Йорк, Джонни Гринвуд и Том Скиннер.
| №                   | Название               | Длительность |
| ------------------- | ---------------------- | ------------ |
| 1.                  | «Foreigh Spies»        | 4:48         |
| 2.                  | «Instant Psalm»        | 4:18         |
| 3.                  | «Zero Sum»             | 2:47         |
| 4.                  | «Colours Fly»          | 4:55         |
| 5.                  | «Eyes & Mouth»         | 3:59         |
| 6.                  | «Don't Get Me Started» | 5:55         |
| 7.                  | «Tiptoe»               | 3:30         |
| 8.                  | «The Slip»             | 4:29         |
| 9.                  | «No Words»             | 4:16         |
| 10.                 | «Bodies Laughing»      | 4:57         |
| Общая длительность: | Общая длительность:    | 43:54        |

## Отзывы критиков
Рецензируя Cutouts для Stereogum, Крис ДеВиль похвалил «зажигательные» треки в быстром темпе и гитарную работу Гринвуда, но посчитал, что более медленные треки были менее эффектными. Он предположил, что замена давнего продюсера Radiohead Найджела Годрича, который продюсировал первый альбом The Smile, лучше подошла для более медленных треков, чем «более сырой и сухой» стиль продюсирования Сэма Петтс-Дэвиса. Он заключил: «Возможно, The Smile могли бы создать один шедевр из своей пары альбомов 2024 года, но два, которые они выпустили, достаточно увлекательны и достойны того, чтобы оправдать существование в качестве отдельных релизов». 

## Участники записи
The Smile
- Джонни Гринвуд — гитары, бас, фортепиано, синтезаторы, оркестровые аранжировки, виолончель, MaxMSP
- Том Йорк — вокал, гитары, бас, фортепиано, синтезаторы, оформление, дизайн
- Том Скиннер — барабаны, синтезаторы, перкуссия, бэк–вокал

Дополнительные участники
- Сэм Петтс-Дэвис — продюсирование, сведение, инжиниринг
- Оли Миддлтон – инженерное дело
- Грег Калби – мастеринг
- Том Эшпитель — оркестровая инженерия, помощник инженера
- Пит Клементс – студийный техник
- Джо Уайетт — запись, помощь звукорежиссера
- Стэнли Донвуд – художественное оформление, дизайн

Лондонский современный оркестр – струнные в «Instant Psalm» и «Tiptoe»
- Хью Брант – дирижер
- Элоиза-Флер Том – руководитель
- Роберт Стиллман — тенор-саксофон в «Zero Sum», бас-кларнет в «Colours Fly»
- Пит Уэрхэм — баритон-саксофон в «Zero Sum»